# Craig Dykema
Craig Dykema (Lakewood, 11 giugno 1959) è un ex cestista statunitense, professionista nella NBA e in Spagna.

## Carriera
Venne selezionato dai Phoenix Suns al terzo giro del Draft NBA 1981 (66ª scelta assoluta).